# Scopula corcularia
Scopula corcularia är en fjärilsart som beskrevs av Hans Rebel 1894. Scopula corcularia ingår i släktet Scopula och familjen mätare. Inga underarter finns listade.